# Меджлиси-фарамушан
Меджлиси-фарамушан (азерб. Məclisi-fəramuşan) — азербайджанское литературное общество, основанное Мир Мохсуном Наввабом в Шуше в 1872 году.

## История
В Шуше проживали поэты, которые не участвовали в литературном кружке «Меджлиси-унс», называвшиеся «фарамушан» («забытые»). Мир Мохсун Навваб собрал вместе Абдулла-бека Аси, Абульхасана Шахида, Мешади Абдул Шахина, Фатма-ханым Кяминя, Гасаналиага-хана Карадаги и других поэтов и организовал общество в 1872 году. «Меджлиси-фарамушан» тесно сотрудничали и обменивались письмами с обществом «Бейтус-сафа», которым управлял Сеид Азим Ширвани. В кружок собирались люди интересующиеся в основном литературой низшего сословия, в отличие от «Меджлиси-унс». Большинство собраний общества проходило в доме Навваба. В нём, помимо поэтов, принимала участие и шушинская интеллигенция, среди которых были и музыканты и ханенде.
Хотя раньше между «Меджлиси-унс» и «Меджлиси-фарамушан» существовало недопонимание, позже завязалась искренняя дружба кружков. Они навещали друг друга, участвовали в собраниях и дискуссиях. Среди членов «Меджлиси-унс» Бахрам-бек Федаи, Мирза Алескер Новрес, Мирза Джафар были также участниками «Меджлиси-фарамушан». Навваб всегда спрашивал о состоянии главы общества — Хуршидбану Натаван и даже писал специальное письмо, когда не получал от нее известий. Письма из других городов, вопросы, требующие обсуждения, обсуждались обоими советами и приходили к совместному заключению. Нахождение в одном городе значительно облегчало взаимодействие между ними. Многие из членов «Меджлиси-унс» всегда вели переписку с главой «Меджлиси-фарамушан» Наввабом, хорошо разбиравшимся в средневековых восточных науках, и как близкий друг и товарищ получали от него советы по каждому вопросу. В большинстве поэтических писем, отправленных Наввабу, говорилось о любви, верности, дружбе, лицемерии, лжи, а также о философии, мудрости, музыке и так далее, имеющих определенное значение для изучения социальных вопросов того времени. По праздникам участники обеих обществ ходили  друг к другу в гости и поздравляли.
Собрания также проходили в домах других участников. В таких собраниях все расходы оплачивал хозяин дома. Литература, поэзия и музыка были главными темами таких посиделок, которые представляли собой интеллектуальные беседы. Здесь к классике относились с особым уважением, к ней проявляли большое внимание и интерес. Кроме рукописей Саади, Низами, Джами, Насира и других поэтов в домах многих поэтов общества находились различные рассказы. Помимо дискуссий о поэзии и литературе, в кружке происходили дебаты, чтобы определить авторство стиха или газели. Случалось и так, что тот или иной поэт приписывал себе ранее прочитанную газель. Это было связано с однообразием некоторых газелей и их сходством по содержанию. В «Меджлиси-фарамушан» поэты читали газель и топали ногами по земле с этим напевом и издавали соответствующий звук. Поэты и ученые, приезжавшие в Шушу, также ходили на собрания общества. Среди таких был поэт Унга из Ардебиля.
Как и все литературные общества, «Меджлиси-фарамушан» весной действовал активно. В это время поэты часто ездили в разные места Шуши, уединялись в уголке и отдыхали под музыкой, вели беседы. Большинство поэтов «Меджлиси-фарамушан» писали под влиянием Мир Мохсуна Навваба. Многие из их стихов показывают аспекты как божественной, так и мирской любви. В стихах этих поэтов также присутствуют такие социальные мотивы, как недовольство временем и критика религиозных деятелей. Они критиковали священнослужителей, которые искажали учения шариата, применяли всевозможные мошенничества под видом религии. Этот аспект исходил из того факта, что они были религиозны и поддерживали правильное применение шариата и его доктрин.

## Участники
- Мир Мохсун Навваб
- Абдулла-бек Аси
- Гасаналиага-хан Карадаги
- Мешади Абдул Шахин
- Мешади Эйюб Баки
- Фатма-ханым Кяминя
- Абдулла-бек Абыш
- Бахыш-бек Сябур
- Бахрам-бек Везиров
- Мирза Мухтар Мамедов
- Мешади Мухаммед Бюльбюль
- Молла Халил Шаки
- Мирза Мухаммед Катиб
- Гасан-бек Хади
- Харрат Гулу Юсифи
- Мирза Гусейн-бек Салар
- Мирза Исмаил Джеваншир
- Назим
- Мирза Али Ашиг
- Мюзниб
- Сабит
- Ибрагим-бек Азер
- Мешади Джафаргулу
- Мехди-бек
- Хаджи Эмир
- Кербалаи Алекпер Сафи
- Мирза Садиг Хиджри
- Мирза Садиг Пиран
- Мешади Иси
- Гаджи Гуси
- Садыхджан
- Мирза Алескер Новрес
- Молла Аббас Сарыджалы
- Мирхасан Мириш
- Мирза Али Мухаррир
- Сади Сани Карабаги[3]